# Jeongeup Indoor Gymnasium
Trwa dyskusja nad usunięciem tego artykułu, kliknij i weź w niej udział.
Jeongeup Indoor Gymnasium - przeznaczona do hala sportowa znajdująca się w mieście Jeongeup, w Korei Południowej. Oddana do użytku w grudniu 1983 roku, może pomieścić 3 000 widzów.